# UEFA Champions League 2009-2010 (fase a eliminazione diretta)
Questa voce raccoglie un approfondimento sulle gare della fase ad eliminazione diretta dell'edizione 2009-2010 della UEFA Champions League.

## Tabellone
|  | Ottavi di finale    | Ottavi di finale | Ottavi di finale | Ottavi di finale |   |                     | Quarti di finale | Quarti di finale | Quarti di finale | Quarti di finale |  |               | Semifinali | Semifinali | Semifinali | Semifinali |               |   | Finale | Finale |
|  |                     |                  |                  |                  |   |                     |                  |                  |                  |                  |  |               |            |            |            |            |               |   |        |        |
|  | Bayern Monaco (gfc) | 2                | 2                | 4                |   |                     |                  |                  |                  |                  |  |               |            |            |            |            |               |   |        |        |
|  | Fiorentina          | 1                | 3                | 4                |   |                     |                  |                  |                  |                  |  |               |            |            |            |            |               |   |        |        |
|  | Fiorentina          | 1                | 3                | 4                |   | Bayern Monaco (gfc) | 2                | 2                | 4                |                  |  |               |            |            |            |            |               |   |        |        |
|  |                     |                  |                  |                  |   | Bayern Monaco (gfc) | 2                | 2                | 4                |                  |  |               |            |            |            |            |               |   |        |        |
|  |                     | Manchester Utd   | 1                | 3                | 4 |                     |                  |                  |                  |                  |  |               |            |            |            |            |               |   |        |        |
|  | Milan               | Manchester Utd   | 1                | 3                | 4 | 2                   | 0                | 2                |                  |                  |  |               |            |            |            |            |               |   |        |        |
|  | Milan               |                  |                  |                  |   | 2                   | 0                | 2                |                  |                  |  |               |            |            |            |            |               |   |        |        |
|  | Manchester Utd      | 3                | 4                | 7                |   |                     |                  |                  |                  |                  |  |               |            |            |            |            |               |   |        |        |
|  | Manchester Utd      | 3                | 4                | 7                |   |                     |                  |                  |                  |                  |  | Bayern Monaco | 1          | 3          | 4          |            |               |   |        |        |
|  |                     |                  |                  |                  |   |                     |                  |                  |                  |                  |  | Bayern Monaco | 1          | 3          | 4          |            |               |   |        |        |
|  |                     | Lione            | 0                | 0                | 0 |                     |                  |                  |                  |                  |  |               |            |            |            |            |               |   |        |        |
|  | Lione               | Lione            | 0                | 0                | 0 | 0                   | 1                | 1                |                  |                  |  |               |            |            |            |            |               |   |        |        |
|  | Lione               |                  |                  |                  |   | 0                   | 1                | 1                |                  |                  |  |               |            |            |            |            |               |   |        |        |
|  | Real Madrid         | 1                | 1                | 2                |   |                     |                  |                  |                  |                  |  |               |            |            |            |            |               |   |        |        |
|  | Real Madrid         | 1                | 1                | 2                |   | Lione               | 3                | 0                | 3                |                  |  |               |            |            |            |            |               |   |        |        |
|  |                     |                  |                  |                  |   | Lione               | 3                | 0                | 3                |                  |  |               |            |            |            |            |               |   |        |        |
|  |                     | Bordeaux         | 1                | 1                | 2 |                     |                  |                  |                  |                  |  |               |            |            |            |            |               |   |        |        |
|  | Olympiacos          | Bordeaux         | 1                | 1                | 2 | 0                   | 1                | 1                |                  |                  |  |               |            |            |            |            |               |   |        |        |
|  | Olympiacos          |                  |                  |                  |   | 0                   | 1                | 1                |                  |                  |  |               |            |            |            |            |               |   |        |        |
|  | Bordeaux            | 1                | 2                | 3                |   |                     |                  |                  |                  |                  |  |               |            |            |            |            |               |   |        |        |
|  | Bordeaux            | 1                | 2                | 3                |   |                     |                  |                  |                  |                  |  |               |            |            |            |            | Bayern Monaco | 0 |        |        |
|  |                     |                  |                  |                  |   |                     |                  |                  |                  |                  |  |               |            |            |            |            |               | 0 |        |        |
|  |                     | Inter            | 2                |                  |   |                     |                  |                  |                  |                  |  |               |            |            |            |            |               |   |        |        |
|  | Inter               | Inter            | 2                | 2                | 1 | 3                   |                  |                  |                  |                  |  |               |            |            |            |            |               |   |        |        |
|  | Inter               |                  |                  | 2                | 1 | 3                   |                  |                  |                  |                  |  |               |            |            |            |            |               |   |        |        |
|  | Chelsea             | 1                | 0                | 1                |   |                     |                  |                  |                  |                  |  |               |            |            |            |            |               |   |        |        |
|  | Chelsea             | 1                | 0                | 1                |   | Inter               | 1                | 1                | 2                |                  |  |               |            |            |            |            |               |   |        |        |
|  |                     |                  |                  |                  |   | Inter               | 1                | 1                | 2                |                  |  |               |            |            |            |            |               |   |        |        |
|  |                     | CSKA Mosca       | 0                | 0                | 0 |                     |                  |                  |                  |                  |  |               |            |            |            |            |               |   |        |        |
|  | CSKA Mosca          | CSKA Mosca       | 0                | 0                | 0 | 1                   | 2                | 3                |                  |                  |  |               |            |            |            |            |               |   |        |        |
|  | CSKA Mosca          |                  |                  |                  |   | 1                   | 2                | 3                |                  |                  |  |               |            |            |            |            |               |   |        |        |
|  | Siviglia            | 1                | 1                | 2                |   |                     |                  |                  |                  |                  |  |               |            |            |            |            |               |   |        |        |
|  | Siviglia            | 1                | 1                | 2                |   |                     |                  |                  |                  |                  |  | Inter         | 3          | 0          | 3          |            |               |   |        |        |
|  |                     |                  |                  |                  |   |                     |                  |                  |                  |                  |  | Inter         | 3          | 0          | 3          |            |               |   |        |        |
|  |                     | Barcellona       | 1                | 1                | 2 |                     |                  |                  |                  |                  |  |               |            |            |            |            |               |   |        |        |
|  | Porto               | Barcellona       | 1                | 1                | 2 | 2                   | 0                | 2                |                  |                  |  |               |            |            |            |            |               |   |        |        |
|  | Porto               |                  |                  |                  |   | 2                   | 0                | 2                |                  |                  |  |               |            |            |            |            |               |   |        |        |
|  | Arsenal             | 1                | 5                | 6                |   |                     |                  |                  |                  |                  |  |               |            |            |            |            |               |   |        |        |
|  | Arsenal             | 1                | 5                | 6                |   | Arsenal             | 2                | 1                | 3                |                  |  |               |            |            |            |            |               |   |        |        |
|  |                     |                  |                  |                  |   | Arsenal             | 2                | 1                | 3                |                  |  |               |            |            |            |            |               |   |        |        |
|  |                     | Barcellona       | 2                | 4                | 6 |                     |                  |                  |                  |                  |  |               |            |            |            |            |               |   |        |        |
|  | Stoccarda           | Barcellona       | 2                | 4                | 6 | 1                   | 0                | 1                |                  |                  |  |               |            |            |            |            |               |   |        |        |
|  | Stoccarda           |                  |                  |                  |   | 1                   | 0                | 1                |                  |                  |  |               |            |            |            |            |               |   |        |        |
|  | Barcellona          | 1                | 4                | 5                |   |                     |                  |                  |                  |                  |  |               |            |            |            |            |               |   |        |        |

## Ottavi di finale

### Sorteggio
Ogni squadra arrivata prima nel proprio gruppo gioca contro una squadra arrivata seconda e viceversa e non si possono affrontare squadre della stessa nazione o provenienti dallo stesso gruppo.
Tali accoppiamenti sono stati sorteggiati con il seguente esito:
1. Milan - Manchester United
2. Olympique Lione - Real Madrid
3. Bayern Monaco - Fiorentina
4. Porto - Arsenal
5. Stoccarda - Barcellona
6. Olympiakos - Bordeaux
7. CSKA Mosca - Siviglia
8. Inter - Chelsea

### Riassunto delle partite
Allo stadio San Siro, il Manchester Utd, finalista della precedente edizione, batte il Milan per 3-2: i padroni di casa passano in vantaggio al 3' con Ronaldinho, prima di essere rimontati di tre reti dagli ospiti, frutto del gol di Scholes e della doppietta di Rooney. Nei minuti finali, gli italiani accorciano le distanze grazie allo splendido colpo di tacco di Seedorf, che mantiene aperto il discorso qualificazione. Nella gara di ritorno all'Old Trafford, gli inglesi vincono tuttavia con un perentorio 4-0 in virtù di un'altra doppietta di Rooney e delle marcature di Park e Fletcher, passando così al turno successivo con un risultato complessivo di 7-2 nel doppio confronto.
Allo Stade de Gerland, l'Olympique Lione prevale per 1-0 sul Real Madrid grazie ad un gran tiro dalla distanza di Makoun, che si insacca in rete sotto l'incrocio dei pali. Nella partita di ritorno al Bernabéu, gli spagnoli passano avanti al 6' con Cristiano Ronaldo, ma vengono raggiunti dal gol di Pjanić al 75', che permette ai francesi di pareggiare per 1-1 e di qualificarsi al turno seguente sull'aggregato totale di 2-1 nella doppia sfida.
All'Allianz Arena, il Bayern Monaco supera la Fiorentina per 2-1: al vantaggio iniziale di Robben su calcio di rigore, concesso dall'arbitro Øvrebø per un intervento scomposto di Krøldrup ai danni di Ribéry, risponde la rete dello stesso difensore danese per gli ospiti, avvenuta sugli sviluppi di un calcio d'angolo. Nei minuti finali, sfruttando anche l'inferiorità numerica avversaria per l'espulsione di Gobbi, comminata da Øvrebø per una gomitata su Robben, i padroni di casa trovano tuttavia il gol del sorpasso con Klose, che insacca in rete con un colpo di testa. Nel match di ritorno all'Artemio Franchi, gli italiani si ritrovano  avanti di due gol, frutto delle marcature di Vargas al 28' e di Jovetić al 54', ma i tedeschi segnano al 60' con van Bommel, riportando la qualificazione dalla loro parte. I padroni di casa trovano nuovamente il gol al 64' con Jovetić, che firma la doppietta personale, però due minuti dopo il tiro dalla distanza di Robben si insacca in rete, permettendo così ai bavaresi di qualificarsi al turno successivo, nonostante la sconfitta per 3-2, grazie alla regola dei gol in trasferta sul punteggio complessivo di 4-4.
Al do Dragão, il Porto sconfigge l'Arsenal per 2-1 grazie alle reti di Varela e Falcao, intervallate dall'inutile gol di Campbell per gli ospiti. Nella gara di ritorno all'Emirates Stadium, gli inglesi travolgono invece i portoghesi con un roboante 5-0: protagonista Bendtner, autore di una tripletta, cui seguono le marcature di Nasri e Eboué, che consentono così all'Arsenal di conquistare il passaggio del turno con un aggregato totale di 6-2 nel doppio confronto.
Alla Mercedes-Benz Arena, lo Stoccarda blocca i campioni in carica del Barcellona sul pareggio per 1-1: all'iniziale rete di Cacau per i padroni di casa al 25' risponde il gol di Ibrahimović per gli ospiti al 52'. Nella partita di ritorno al Camp Nou, gli spagnoli prevalgono con un netto 4-0 sui tedeschi, frutto della doppietta di Messi e dei gol di Pedro e Bojan, che garantiscono l'accesso al turno seguente sul risultato complessivo di 5-1.
Al Karaiskakīs, il Bordeaux espugna il campo dell'Olympiakos col punteggio di 1-0 grazie al gol di Ciani, che con un colpo di testa insacca in rete una punizione battuta da Gourcuff nel recupero del primo tempo. Nel match di ritorno allo Stade Chaban-Delmas, i francesi si impongono nuovamente sui greci, vincendo per 2-1 con le reti di Gourcuff al 5' e di Chamakh all'88', inframezzate da quella di Mītroglou al 65', che permettono appunto ai girondini di passare al turno successivo sull'aggregato totale di 3-1.
Al Lužniki, il CSKA Mosca e il Siviglia pareggiano per 1-1: alla rete iniziale di Negredo per gli ospiti al 25' risponde il gol di Mark González per i padroni di casa al 66'. Nella gara di ritorno al Ramón Sánchez-Pizjuán, i russi passano avanti al 39' con Necid, ma vengono raggiunti dalla rete di Perotti dopo appena due minuti. Nella ripresa, il gol su calcio di punizione di Honda al 55' consente agli ospiti di sconfiggere gli spagnoli per 2-1 e di accedere conseguentemente ai quarti di finale sul risultato complessivo di 3-2 nella doppia sfida.
Al Meazza, l'Inter batte il Chelsea per 2-1 in virtù delle reti di Milito e Cambiasso, intervallate dall'inutile marcatura di Kalou per gli ospiti. Nella partita di ritorno allo Stamford Bridge, gli italiani superano nuovamente gli inglesi, vincendo per 1-0 grazie al gol di Eto'o al 78' e passando così al turno seguente sull'aggregato totale di 3-1 nel doppio confronto.

### Andata
| Arbitro: | Benquerença |

|                           |           |                             |
| Ronaldinho 3’ Seedorf 85’ | Marcatori | 36’ Scholes 66’, 74’ Rooney |

| Arbitro: | Atkinson |

|            |           |  |
| Makoun 47’ | Marcatori |  |

| Arbitro: | Tom Henning Øvrebø |

|                               |           |              |
| Robben 45+2’ (rig.) Klose 89’ | Marcatori | 49’ Krøldrup |

| Arbitro: | Hansson |

|                       |           |              |
| Varela 11’ Falcao 51’ | Marcatori | 18’ Campbell |

| Arbitro: | Kuipers |

|           |           |                 |
| Cacau 25’ | Marcatori | 52’ Ibrahimović |

| Arbitro: | Webb |

|  |           |             |
|  | Marcatori | 45+2’ Ciani |

| Arbitro: | Brych |

|              |           |             |
| Gonzalez 66’ | Marcatori | 25’ Negredo |

| Arbitro: | Mejuto González |

|                         |           |           |
| Milito 3’ Cambiasso 55’ | Marcatori | 51’ Kalou |

### Ritorno
| Arbitro: | Alberto Undiano Mallenco |

|                             |           |                           |
| Vargas 27’ Jovetic 54’, 64’ | Marcatori | 60’ Van Bommel 66’ Robben |

| Arbitro: | Frank De Bleeckere |

|                                                     |           |  |
| Bendtner 10’, 25’, 90+1’ (rig.) Nasri 63’ Eboué 66’ | Marcatori |  |

| Arbitro: | Massimo Busacca |

|                                       |           |  |
| Rooney 13’, 46’ Park 59’ Fletcher 88’ | Marcatori |  |

| Arbitro: | Nicola Rizzoli |

|                      |           |            |
| Cristiano Ronaldo 6’ | Marcatori | 75’ Pjanić |

| Arbitro: | Viktor Kassai |

|             |           |                     |
| Perotti 41’ | Marcatori | 39’ Necid 55’ Honda |

| Arbitro: | Wolfgang Stark |

|  |           |           |
|  | Marcatori | 78’ Eto'o |

| Arbitro: | Alain Hamer |

|                                    |           |  |
| Messi 14’, 60’ Pedro 22’ Bojan 89’ | Marcatori |  |

| Arbitro: | Olegário Benquerença |

|                         |           |               |
| Gourcuff 5’ Chamakh 88’ | Marcatori | 65’ Mitroglou |

### Tabella riassuntiva
| Squadra 1       | Totale      | Squadra 2         | Andata | Ritorno |
| --------------- | ----------- | ----------------- | ------ | ------- |
| Milan           | 2 - 7       | Manchester United | 2 - 3  | 0 - 4   |
| Olympique Lione | 2 - 1       | Real Madrid       | 1 - 0  | 1 - 1   |
| Bayern Monaco   | 4 - 4 (gfc) | Fiorentina        | 2 - 1  | 2 - 3   |
| Porto           | 2 - 6       | Arsenal           | 2 - 1  | 0 - 5   |
| Stoccarda       | 1 - 5       | Barcellona        | 1 - 1  | 0 - 4   |
| Olympiakos      | 1 - 3       | Bordeaux          | 0 - 1  | 1 - 2   |
| CSKA Mosca      | 3 - 2       | Siviglia          | 1 - 1  | 2 - 1   |
| Inter           | 3 - 1       | Chelsea           | 2 - 1  | 1 - 0   |

## Sorteggio dei quarti di finale, delle semifinali e della finale
L'esito del sorteggio (senza limitazioni) degli accoppiamenti per i quarti di finale e le semifinali e dell'ordine di abbinamento della finale è stato il seguente:
1. Bayern Monaco - Manchester United
2. Olympique Lione - Bordeaux
3. Inter - CSKA Mosca
4. Arsenal - Barcellona

## Quarti di finale

### Riassunto delle partite
All'Allianz Arena, il Bayern Monaco batte in rimonta il Manchester Utd per 2-1: gli ospiti passano difatti subito in vantaggio con Rooney, che al 2' va a segno sugli sviluppi di una punizione battuta da Nani. Dopo che gli inglesi si rendono nuovamente pericolosi colpendo due traverse, i padroni di casa pervengono prima al pari grazie al gol su calcio di punizione di Ribéry al 77' e poi trovano anche il sorpasso al 92' con Olić, che deposita comodamente in rete dopo aver dribblato il portiere van der Sar, firmando così la marcatura della vittoria. Nella gara di ritorno all'Old Trafford, gli inglesi sono già sul 3-0 dopo quaranta minuti di gioco, frutto della doppietta di Nani e del gol in apertura di Gibson, ma al 43' i tedeschi accorciano le distanze con Olić, riaprendo il discorso qualificazione. Infatti nella ripresa, sfruttando anche l'espulsione avversaria di Rafael, comminata dall'arbitro De Bleeckere per un secondo intervento scomposto ai danni di Ribéry, i bavaresi vanno nuovamente a segno grazie allo splendido tiro al volo di sinistro di Robben, avvenuto sugli sviluppi di un calcio d'angolo al 74'. Nonostante la sconfitta finale per 3-2, il Bayern Monaco accede al turno successivo in virtù della regola dei gol in trasferta sul punteggio complessivo di 4-4 nel doppio confronto.
Allo Stade de Gerland, l'Olympique Lione ha la meglio sui connazionali del Bordeaux per 3-1: all'iniziale vantaggio di Lisandro al 10' risponde la rete di Chamakh per gli ospiti quattro minuti dopo. I padroni di casa passano nuovamente avanti al 32' grazie al gol di Bastos, per poi segnare una terza volta con Lisandro, che firma la doppietta personale su calcio di rigore al 77', concesso dall'arbitro Brych per un tocco di mano di Chalmé su un tiro di Cissokho. Nella partita di ritorno allo Stade Chaban-Delmas, il Bordeaux vince per 1-0 grazie alla rete di Chamakh al 45', la quale non è tuttavia abbastanza per ottenere la qualificazione, che va appannaggio dell'Olympique Lione, salvato da una gran prestazione difensiva, soprattutto da parte del portiere Lloris, sull'aggregato totale di 3-2 nella doppia sfida.
Al Meazza, l'Inter sconfigge il CSKA Mosca per 1-0 con rete di Milito al 65', sfiorando diverse volte il raddoppio. Nel match di ritorno al Lužniki, gli italiani prevalgono nuovamente sui russi col medesimo risultato grazie al gol di Sneijder su calcio di punizione al 6', che consente così ai milanesi di passare in semifinale con un aggregato complessivo di 2-0 nel doppio confronto.
All'Emirates Stadium, l'Arsenal e il Barcellona pareggiano per 2-2: la rete di Walcott al 69' e il gol di Fàbregas su calcio di rigore all'85', concesso dall'arbitro Busacca per un intervento scomposto di Puyol ai danni dello stesso centrocampista spagnolo, permettono ai padroni di casa di rimontare l'iniziale doppietta di Ibrahimović per gli ospiti. Nella gara di ritorno al Camp Nou, gli inglesi passano in vantaggio con Bendtner, ma gli spagnoli ribaltano il discorso qualificazione grazie al poker di Messi, che fissa il risultato sul 4-1 e consente appunto ai catalani di raggiungere la semifinale sul punteggio complessivo di 6-3 nella doppia sfida. L'attaccante argentino diventa inoltre il sesto giocatore a realizzare quattro reti in un'unica partita della manifestazione.

### Andata
| Arbitro: | Frank De Bleeckere |

|                       |           |           |
| Ribéry 77’ Olić 90+2’ | Marcatori | 2’ Rooney |

| Arbitro: | Felix Brych |

|                           |           |             |
| López 10’, 77’ Bastos 32’ | Marcatori | 14’ Chamakh |

| Arbitro: | Howard Webb |

|            |           |  |
| Milito 65’ | Marcatori |  |

| Arbitro: | Massimo Busacca |

|                                 |           |                      |
| Walcott 69’ Fàbregas 85’ (rig.) | Marcatori | 46’, 59’ Ibrahimović |

### Ritorno
| Arbitro: | Stéphane Lannoy |

|  |           |             |
|  | Marcatori | 6’ Sneijder |

| Arbitro: | Wolfgang Stark |

|                          |           |              |
| Messi 21’, 37’, 42’, 88’ | Marcatori | 18’ Bendtner |

| Arbitro: | Nicola Rizzoli |

|                        |           |                     |
| Gibson 3’ Nani 7’, 41’ | Marcatori | 43’ Olić 74’ Robben |

| Arbitro: | Alberto Undiano Mallenco |

|             |           |  |
| Chamakh 45’ | Marcatori |  |

### Tabella riassuntiva
| Squadra 1       | Totale      | Squadra 2         | Andata | Ritorno |
| --------------- | ----------- | ----------------- | ------ | ------- |
| Bayern Monaco   | 4 - 4 (gfc) | Manchester United | 2 - 1  | 2 - 3   |
| Olympique Lione | 3 - 2       | Bordeaux          | 3 - 1  | 0 - 1   |
| Inter           | 2 - 0       | CSKA Mosca        | 1 - 0  | 1 - 0   |
| Arsenal         | 3 - 6       | Barcellona        | 2 - 2  | 1 - 4   |

## Semifinali

### Riassunto delle partite
Al Meazza, l'Inter si scontra con il Barcellona, già affrontato nella fase a gironi del torneo, e dopo aver incassato il gol di Pedro al 19' perviene al pareggio con Sneijder al 30'. Nella ripresa, i padroni di casa segnano altre due reti, prima con Maicon al 48' e poi con Milito al 61', prevalendo così con un netto 3-1. Nella gara di ritorno al Camp Nou, gli italiani si ritrovano in inferiorità numerica per l'espulsione nel primo tempo di Motta, che alla mezz'ora di gioco viene punito con una seconda ammonizione dall'arbitro De Bleeckere per una manata su Busquets, ma grazie ad una perfetta organizzazione difensiva riescono ad arginare gli attacchi degli spagnoli. Nella ripresa, i catalani pervengono al gol soltanto all'84' con Piqué, la cui rete non si rivela tuttavia abbastanza per poter passare il turno. Nonostante la sconfitta finale per 1-0, l'Inter approda appunto all'atto conclusivo della competizione sul risultato complessivo di 3-2 dopo trentotto anni dall'ultimo disputato.
All'Allianz Arena, il Bayern Monaco affronta l'Olympique Lione, rimanendo in dieci uomini a metà della prima frazione di gioco per l'espulsione di Ribéry, comminata dall'arbitro Rosetti a causa di un intervento scomposto ai danni di Lisandro. Nel secondo tempo, sfruttando anche l'espulsione di Toulalan a discapito dei francesi, il quale colleziona due cartellini gialli nel giro di tre minuti e ristabilisce la parità numerica, i tedeschi passano tuttavia in vantaggio grazie alla rete di Robben al 69', che firma il trionfo per 1-0. Nella partita di ritorno allo Stade de Gerland, i bavaresi battono nuovamente i francesi, imponendosi con un netto 3-0 in virtù della tripletta di Olić, che consente dunque al Bayern Monaco di raggiungere la finale della manifestazione sull'aggregato totale di 4-0, a distanza di nove anni dall'ultima disputata.

### Andata
| Arbitro: | Olegário Benquerença |

|                                    |           |           |
| Sneijder 30’ Maicon 48’ Milito 61’ | Marcatori | 19’ Pedro |

| Arbitro: | Roberto Rosetti |

|            |           |  |
| Robben 69’ | Marcatori |  |

### Ritorno
| Arbitro: | Massimo Busacca |

|  |           |                    |
|  | Marcatori | 26’, 67’, 78’ Olić |

| Arbitro: | Frank De Bleeckere |

|           |           |  |
| Piqué 84’ | Marcatori |  |

### Tabella riassuntiva
| Squadra 1     | Totale | Squadra 2       | Andata | Ritorno |
| ------------- | ------ | --------------- | ------ | ------- |
| Bayern Monaco | 4 - 0  | Olympique Lione | 1 - 0  | 3 - 0   |
| Inter         | 3 - 2  | Barcellona      | 3 - 1  | 0 - 1   |

## Finale
| Arbitro: | Howard Webb |

|  |           |                 |
|  | Marcatori | 34’, 70’ Milito |

| Bayern Monaco | Inter |

Formazioni:
| Bayern Monaco (4-2-3-1) |             |                        |     |     |
| width=25                | width=25 \| |                        |     |     |
| POR                     | 22          | Hans-Jörg Butt         |     |     |
| DIF                     | 5           | Daniel Van Buyten      |     |     |
| DIF                     | 6           | Martín Demichelis      | 26’ |     |
| TS                      | 28          | Holger Badstuber       |     |     |
| TD                      | 21          | Philipp Lahm           |     |     |
| CEN                     | 17          | Mark van Bommel (C)    | 78’ |     |
| CEN                     | 31          | Bastian Schweinsteiger |     |     |
| CLS                     | 8           | Hamit Altıntop         |     | 63’ |
| CLD                     | 10          | Arjen Robben           |     |     |
| ATT                     | 11          | Ivica Olić             |     | 74’ |
| ATT                     | 25          | Thomas Müller          |     |     |
| A disposizione:         |             |                        |     |     |
| POR                     | 1           | Michael Rensing        |     |     |
| DIF                     | 13          | Andreas Görlitz        |     |     |
| ATT                     | 18          | Miroslav Klose         |     | 63’ |
| CEN                     | 23          | Danijel Pranjić        |     |     |
| DIF                     | 26          | Diego Contento         |     |     |
| ATT                     | 33          | Mario Gómez            |     | 74’ |
| CEN                     | 44          | Anatoliy Tymoshchuk    |     |     |
| Allenatore:             |             |                        |     |     |
| Louis van Gaal          |             |                        |     |     |

| Inter (4-2-3-1) |             |                    |     |       |
| width=25        | width=25 \| |                    |     |       |
| POR             | 12          | Júlio César        |     |       |
| DIF             | 6           | Lúcio              |     |       |
| DIF             | 25          | Walter Samuel      |     |       |
| TD              | 13          | Maicon             |     |       |
| TS              | 26          | Cristian Chivu     | 30’ | 68’   |
| CEN             | 19          | Esteban Cambiasso  |     |       |
| CEN             | 4           | Javier Zanetti (C) |     |       |
| TRQ             | 10          | Wesley Sneijder    |     |       |
| CLS             | 27          | Goran Pandev       |     | 79’   |
| CLD             | 9           | Samuel Eto'o       |     |       |
| ATT             | 22          | Diego Milito       |     | 90+2’ |
| A disposizione: |             |                    |     |       |
| POR             | 1           | Francesco Toldo    |     |       |
| DIF             | 2           | Iván Córdoba       |     |       |
| CEN             | 5           | Dejan Stanković    |     | 68’   |
| CEN             | 11          | Sulley Muntari     |     | 79’   |
| CEN             | 17          | McDonald Mariga    |     |       |
| DIF             | 23          | Marco Materazzi    |     | 90+2’ |
| ATT             | 45          | Mario Balotelli    |     |       |
| Allenatore:     |             |                    |     |       |
| José Mourinho   |             |                    |     |       |